# ۱۳ صفر
۱۳ صفر، سیزدهمین روز از ماه صفر در تقویم هجری قمری است.
در تقویم هجری قمری قراردادی این روز چهل و سومین روز سال است.

## مناسبت‌ها
ظاهرا به نوشته برخی از اروپاییان مقیم ایران تا قبل از زمان رضاشاه و استفاده از تقویم شمسی در ایران این روز به عنوان سیزده بدر برگزار میشده است.

## زادگان
- ۱۴۱۷ - فاطیما بهارمست، بازیگر و مجری ایرانی.